# Luca Marinelli
Luca Marinelli (Roma, 22 ottobre 1984) è un attore italiano, vincitore di un David di Donatello, una Coppa Volpi e due Nastri d'argento.

## Biografia
Figlio del doppiatore Eugenio Marinelli, nel 2003 segue un corso di sceneggiatura e recitazione con Guillermo Glanc, mentre l'anno successivo si diploma al liceo classico di Roma Cornelio Tacito. Nel 2006 entra nell'Accademia nazionale d'arte drammatica, dove consegue il diploma accademico nel 2009. Debutta sul piccolo schermo nel 2005 nella fiction Mediaset Ricomincio da me con Barbara D'Urso; nel 2008 appare in un episodio della seconda stagione de I Cesaroni, dove fa un cameo. Raggiunge la notorietà nel 2010, interpretando la parte di Mattia, protagonista de La solitudine dei numeri primi, al fianco di Alba Rohrwacher. Nel 2013 è candidato al David di Donatello per il miglior attore non protagonista, al Nastro d'argento al migliore attore non protagonista e al Globo d'oro al miglior attore per il film Tutti i santi giorni. Sempre nel 2013 viene scelto per rappresentare l'Italia nella sezione Shooting Stars del Festival di Berlino.
Nel 2015 è nel cast dell'ultimo lungometraggio di Claudio Caligari, Non essere cattivo, dove interpreta il protagonista Cesare. Per la sua interpretazione vince il Premio Pasinetti al miglior attore alla 72ª mostra del cinema di Venezia e ottiene una seconda nomination ai David di Donatello 2016. Sempre nel 2015 recita in Lo chiamavano Jeeg Robot, diretto da Gabriele Mainetti, dove interpreta "Lo Zingaro". Grazie alla sua interpretazione, Marinelli vince il suo primo David di Donatello come miglior attore non protagonista, nonché un Nastro d'argento e un Ciak d'oro nella medesima categoria. Nel 2017 interpreta Fabrizio De André nella miniserie Fabrizio De André - Principe libero, nel quale, oltre a recitare, canta e suona le canzoni del cantautore genovese.
Sempre nel 2017 partecipa alla serie televisiva Trust, trasmessa in Italia su Sky Atlantic dal 28 marzo al 30 maggio 2018, per la regia di Danny Boyle, dove ricopre il ruolo di Primo, efferato killer della 'Ndrangheta coinvolto nel rapimento di John Paul Getty III. Nel 2019 interpreta il ruolo del protagonista Martin Eden nell'omonimo film diretto da Pietro Marcello, e ispirato al romanzo Martin Eden di Jack London; grazie a quest'interpretazione si aggiudica la Coppa Volpi per la migliore interpretazione maschile alla 76ª Mostra internazionale d'arte cinematografica di Venezia.
Nel 2020 avviene il suo esordio hollywoodiano, partecipando al blockbuster fantascientifico The Old Guard, tratto dall'omonima graphic novel, nel ruolo dell'immortale guerriero Niccolò di Genova, detto Nicky, assieme a Charlize Theron. Nel 2021 incarna il Re del Terrore nato dalla penna delle sorelle Giussani, nel film Diabolik, diretto dai Manetti Bros. ed interpretato assieme a Miriam Leone e Valerio Mastandrea; il film è il primo di una prevista trilogia, ma Marinelli rinuncia ad interpretare i due sequel, venendo dunque sostituito da Giacomo Gianniotti. Nel 2022 interpreta la parte di Pietro Guasti, uno dei due protagonisti del film Le otto montagne di Felix Van Groeningen e Charlotte Vandermeersch, tratto dall'omonimo romanzo di Paolo Cognetti, ed interpretato assieme ad Alessandro Borghi.
Nel 2024 doppia Mufasa nel film Disney Mufasa - Il re leone. Nel 2025 interpreta Benito Mussolini nella miniserie M - Il figlio del secolo tratta dall'omonimo romanzo di Antonio Scurati ed è protagonista alla Berlinale con Paternal Leave, opera prima della moglie Alissa Jung.
Nel 2025 recita, mediante la tecnica del motion capture nel ruolo di Neil, nel videogioco Death Stranding 2: On the Beach, ideato da Hideo Kojima.

## Vita privata
Dal 2012 è legato sentimentalmente all'attrice tedesca Alissa Jung, diventata poi sua moglie nel 2018. I due si sono conosciuti sul set della miniserie Maria di Nazaret, nella quale interpretavano Maria e Giuseppe.

## Filmografia

### Attore

#### Cinema
- La solitudine dei numeri primi, regia di Saverio Costanzo (2010)[7]
- L'ultimo terrestre, regia di Gian Alfonso Pacinotti (2011)
- Tutti i santi giorni, regia di Paolo Virzì (2012)
- Nina, regia di Elisa Fuksas (2012)
- Waves, regia di Corrado Sassi (2012)
- La grande bellezza, regia di Paolo Sorrentino (2013)
- Il mondo fino in fondo, regia di Alessandro Lunardelli (2013)
- Non essere cattivo, regia di Claudio Caligari (2015)
- Lo chiamavano Jeeg Robot, regia di Gabriele Mainetti (2015)
- Slam - Tutto per una ragazza, regia di Andrea Molaioli (2016)
- Il padre d'Italia, regia di Fabio Mollo (2017)
- Lasciati andare, regia di Francesco Amato (2017)
- Una questione privata, regia di Paolo e Vittorio Taviani (2017)
- Fabrizio De André - Principe libero, regia di Luca Facchini (2018)
- Ricordi?, regia di Valerio Mieli (2018)
- Martin Eden, regia di Pietro Marcello (2019)
- The Old Guard, regia di Gina Prince-Bythewood (2020)
- Diabolik, regia dei Manetti Bros. (2021)
- Le otto montagne, regia di Felix Van Groeningen e Charlotte Vandermeersch (2022)
- Paternal Leave, regia di Alissa Jung (2025)
- The Old Guard 2, regia di Victoria Mahoney (2025)

#### Televisione
- Ricomincio da me – serie TV, 2 episodi (2005)
- I Cesaroni 2 – serie TV, episodio 2x09 (2008)
- Provaci ancora prof! 3 – serie TV – episodio 3x06 (2008)
- Butta la luna – serie TV – episodi 2x02, 2x04 (2009)
- Un caso di coscienza – serie TV
- Maria di Nazaret – miniserie TV (2012)
- Die Pfeiler der Macht, regia di Christian Schwochow – film TV (2016)
- Trust – serie TV, 8 episodi (2018)
- M - Il figlio del secolo, regia di Joe Wright – miniserie TV (2025)

#### Videogiochi
- Death Stranding 2: On the Beach – di Hideo Kojima (2025)[8]

### Doppiatore
- Mufasa - Il re leone, regia di Barry Jenkins (2024)
- Death Stranding 2: On the Beach – videogioco (2025)[8]

### Videoclip
- Niente di strano, singolo di Giorgio Poi, regia di Francesco Lettieri (2016)

## Teatro
- Amen (2006)
- Fedra's Love (2007)
- Tempo scaduto (2008)
- I Blues (2008)
- I Mostri Di Fedra (2008)
- Arianna a Nasso (2008)
- Waterproof (2008)
- I Monologhi (2008)
- I Sette a Tebe (2008)
- Fantasia Allerchina (2009)
- Sogno di una notte d'estate, regia di Carlo Cecchi (2009-2010 e 2011-2012)
- La cosmicomica vita di Q, drammaturgia di Vincenzo Manna, regia di Luca Marinelli, Spoleto (2025)

## Audiolibri
- Lamento di Portnoy di Philip Roth, Emons Audiolibri (2017)

## Riconoscimenti
- David di Donatello
  - 2013 – Candidatura al miglior attore protagonista per Tutti i santi giorni
  - 2016 – Candidatura al miglior attore protagonista per Non essere cattivo
  - 2016 – Miglior attore non protagonista per Lo chiamavano Jeeg Robot
  - 2019 – Candidatura al miglior attore protagonista per Fabrizio De André - Principe libero
  - 2020 – Candidatura al miglior attore protagonista per Martin Eden
  - 2023 – Candidatura al miglior attore protagonista per Le otto montagne
- European Film Awards
  - 2020 – Candidatura al miglior attore per Martin Eden
- Nastro d'argento
  - 2016 – Miglior attore non protagonista per Lo chiamavano Jeeg Robot
  - 2016 – Premio Persol al personaggio dell'anno
  - 2017 – Candidatura al miglior attore protagonista per Il padre d'Italia
  - 2020 – Candidatura al miglior attore protagonista per Martin Eden
  - 2023 – Migliore attore protagonista per Le otto montagne[9]
- Nastri d'argento - Grandi Serie
  - 2025 – Nastro d'argento Speciale - Protagonisti dell'anno per M - Il figlio del secolo
- Globo d'oro
  - 2017 – Candidatura al miglior attore per Il padre d'Italia
  - 2018 – Miglior attore per Una questione privata
  - 2020 – Candidatura al miglior attore per Martin Eden
- Festival di Venezia
  - 2015 – Premio Pasinetti al migliore attore per Non essere cattivo
  - 2019 – Coppa Volpi per la migliore interpretazione maschile per Martin Eden
- Festival di Berlino
  - 2018 – Shooting Stars Award
- Ciak d'oro
  - 2016 – Miglior attore non protagonista per Lo chiamavano Jeeg Robot[10]
  - 2017 – Miglior attore non protagonista per Slam - Tutto per una ragazza e Lasciati andare[11]
  - 2020 – Candidatura al migliore attore protagonista per Martin Eden[12]
- Bobbio Film Festival
  - 2015 – Premio al migliore attore per Non essere cattivo